# Michel Salomon
Pour les articles homonymes, voir Salomon.
Michel Salomon (né le 29 avril 1927 à Lille et mort le 16 juin 2020 au Port-Marly) était un médecin de formation, devenu médecin militaire, puis journaliste et lobbyiste français. 
Il a notamment été organisateur et coordinateur de l'appel d'Heidelberg.

## Biographie

### Vie privée
En 1954, Michel Salomon obtient un doctorat de médecine à Paris (spécialité: dermatologie).
Il est médecin militaire durant la guerre d'Indochine, avec le grade de capitaine en 1953-1954. 

### Journaliste
À partir de 1955, tout en continuant à exercer la dermatologie, il écrit pour différents journaux français et étrangers : Le Monde, Paris Match, Le Canard enchaîné, Die Welt, The Guardian et The Washington Post. 
Il contribue à lancer en 1955 la revue juive mensuelle L'Arche, puis contribue à la revue Mondes d'Orient (créée en 1951).

### Lobbyiste pour l'industrie
De 1976 à 1988, il est directeur une association dénommée « Prospective et Santé publique », et le magazine Prospective et Santé. Puis, de 1989 à 1991, il est directeur des relations publiques des laboratoires pharmaceutiques Sterling-Winthrop, tout en fondant et dirigeant un journal scientifique baptisé Projections[réf. nécessaire].
En 1992, il crée une association nommée « International Center for a Scientific Ecology » (ICSE), fondée à Paris à l'initiative du cabinet de conseil aux entreprises Communications économiques et sociales (CES) pour promouvoir l'appel d'Heidelberg et il en devient directeur. Au moment de la préparation et du déroulement du Sommet de la Terre à Rio (juin 1992), il contribue à alimenter et entretenir le doute et les controverses autour de la réalité du changement climatique et de sa couverture dans la presse française.
Le CES, qui organise le lobbying des industriels de l'amiante, confirme en 2012 que Michel Salomon travaillait pour eux,.
Il prend sa retraite en 1995[réf. nécessaire].

## Écrits
- Baedecker Triste, Jean-Pierre Oswald, 1960
- L'Exil et la Mémoire, Éditions universitaires, 1966
- Israël : Le Royaume et l'Utopie, Casterman, 1968
- Prague, la révolution étranglée, Robert Laffont, 1968 (ISBN 2-221-03755-3)
- Faut-il avoir peur de l'Allemagne ?, Robert Laffont, 1969
- Méditerranée Rouge, Robert Laffont, 1970
- L'Avenir de la vie  (préf. Edgar Morin), Paris, Éditions Seghers, coll. « Les Visages de l'avenir », 1981 (ISBN 2-221-50237-X)
- Marie Claude Tesson-Millet, Michel Salomon, Où va la population mondiale ?, Le Quotidien du médecin, 1994
- Michel Salomon (dir.) et Robert Toubon (dir.), SIDA, sociétés et populations, John Libbey Eurotext, 1996 (ISBN 2-7420-0139-5)
- Michel Salomon (dir.) et Robert Toubon (dir.), Population et francophonie : Rencontre parlementaire francophone sur les politiques de population et l'aide internationale, John Libbey Eurotext, 1998 (ISBN 2-7420-0183-2)

Certains de ces ouvrages ont été traduits en anglais, allemand, espagnol, portugais, grec et hébreu.

### Éléments de bibliographie

#### Articles
- Bernard Féron, « Prague : La révolution étranglée », Le Monde,‎ 15 février 1969 (lire en ligne, consulté le 22 janvier 2023)
- « Essais et documents politiques ; U.R.S.S. Michel Salomon : Méditerranée, mer rouge - Un nouvel empire soviétique », Le Monde,‎ 25 juin 1971 (lire en ligne, consulté le 22 janvier 2023)
- Albert Legault, « Salomon, Michel, Méditerranée rouge : un nouvel empire soviétique ?, Paris, Robert Laffont, 1970, 399 p. », Études internationales, vol. 2, no 4,‎ 1971, p. 701–702 (ISSN 0014-2123 et 1703-7891, DOI 10.7202/700150ar, lire en ligne, consulté le 22 janvier 2023)